# Anthophora semirufa
Anthophora semirufa är en biart som först beskrevs av Heinrich Friese 1898. Den ingår i släktet pälsbin och familjen långtungebin. Inga underarter finns listade i Catalogue of Life.

## Beskrivning
Arten har svart grundfärg; hanen har dock ett blekgult ansikte med kort vit behåring. Mellankroppen och första tergiten (segmenten på bakkroppens ovansida) har rödbrun päls, mörkare hos hanen. Resten av bakkroppen har svart päls. Undersidan är svarthårig, hos hanen har mellankroppens buksida dock rödbrun behåring. Hanen har en kroppslängd mellan 13 och 14 mm, honan 14 till 15 mm.

## Ekologi
Som alla i släktet är arten ett solitärt bi och en skicklig flygare som föredrar torra klimat. Den förekommer i Egyptens ökenområden mellan april och juli, i Israel mera ovanligt från slutet av mars till början av juli, även där i ökenområden. Den har observerats på akantusväxten Blepharis edulis och den korsblommiga växten Erucaria boveana

## Utbredning
Anthophora semirufa lever i Marocko, Egypten och Israel. Den har även påträffats i Saudiarabien.